# Dissoptera yapensis
Dissoptera yapensis är en tvåvingeart som beskrevs av Tokuichi Shiraki 1963. Dissoptera yapensis ingår i släktet Dissoptera och familjen blomflugor. Inga underarter finns listade i Catalogue of Life.